# Julià d'Alexandria (patriarca)
|  | No s'ha de confondre amb el metge Julià d'Alexandria, contemporani de Galè. |

Julià d'Alexandria va ser l'onzè patriarca d'Alexandria, dels anys 178 al 189, durant el regnat de l'emperador Còmmode.
Va ser ordenat sacerdot a l'església d'Alexandria. Després de ser elegit patriarca, va veure que el govern de la ciutat no permetia que els bisbes abandonessin Alexandria, i ell, en secret, marxava de la ciutat per anar a ordenar sacerdots a tot el territori.
Una tradició de l'Església Copta explica que se li va aparèixer un àngel, i li va dir que abans de morir algú li portaria un grapat de raïm, i que seria el seu successor. Demetri, el pagès que conreava les vinyes, va trobar un raïm fora de temporada i el va portar a Julià. El patriarca es va alegrar, va convocar els bisbes i els va explicar la seva visió. Els va manar que entronitzessin Demetri després d'ell.
Va morir el 3 de maig de l'any 188, i l'Església Copta el venera com a sant segons diu al Sinaxari.